# 1006
| [ Edytuj tabelę ]              |                                   |
| Książę Polski                  | - 992 Bolesław I Chrobry 1025     |
| Król Angkoru                   | - 1002 Dżajawirawarman 1010       |
| Król Anglii                    | - 978 Ethelred II Bezradny 1016   |
| Hrabia Aragonii i król Nawarry | - 1000 Sancho III Wielki 1035     |
| Hrabia Barcelony               | - 992 Rajmund Borrell 1017        |
| Książę Bawarii                 | - 1005 Henryk V 1026              |
| Książę Burgundii               | - 1004 Rudolf III 1016            |
| Cesarz Bizancjum               | - 976 Bazyli II Bułgarobójca 1025 |
| Car Bułgarii                   | - 976 Samuel Komitopul 1014       |
| Cesarz Chin                    | - 997 Song Zhenzong 1022          |
| Książę Czech                   | - 1004 Jaromir 1012               |
| Król Danii                     | - 987 Swen Widłobrody 1014        |
| Władca Egiptu                  | - 996 Al-Hakim bi-Amr Allah 1021  |
| Król Francji                   | - 996 Robert II Pobożny 1031      |
| Król Gruzji                    | - 1001 Bagrat III 1014            |
| Hrabia Holandii                | - 993 Dirk III 1039               |
| Król Irlandii                  | - 1002 Brian Śmiały 1014          |
| Cesarz Japonii                 | - 986 Ichijō 1011                 |
| Kalif                          | - 991 Al-Kadir 1031               |
| Hrabia Kastylii                | - 995 Sancho I Garcia 1017        |
| Król Kastylii                  | - 1000 Sancho III 1035            |
| Wielki książę Kijowa           | - 978 Włodzimierz I Wielki 1015   |
| Patriarcha Konstantynopola     | - 999 Sergiusz II 1019            |
| Władca Korei                   | - 997 Mokjong 1009                |
| Król Leónu                     | - 999 Alfons V 1028               |
| Król Norwegii                  | - 999 Swen Widłobrody 1015        |
| Hrabia Palatynatu              | - 994 Ezzon 1034                  |
| Papież                         | - 1003 Jan XVIII 1009             |
| Hrabia Portugalii              | - 999 Mendo II 1008               |
| Książę Saksonii                | - 973 Bernard I 1011              |
| Król Szkocji                   | - 1005 Malcolm II 1034            |
| Król Szwecji                   | - 995 Olof Skötkonung 1022        |
| Doża Wenecji                   | - 991 Pietro II Oseolo 1009       |
| Król Węgier                    | - 1000 Stefan I Święty 1038       |
| Cesarz Wietnamu                | - 1005 Lê Long Đĩnh 1009          |

Rok 1006 / MVI
stulecia: X wiek ~
XI wiek ~
XII wiek

lata: 996 «
1001 «
1002 «
1003 «
1004 «
1005 «
1006
» 1007
» 1008
» 1009
» 1010
» 1011
» 1016

## Wydarzenia na świecie
- Erupcja wulkanu Merapi na Jawie.
- Najazd wikingów na Anglię zakończył się zapłaceniem okupu w wysokości 36 tysięcy funtów złota i srebra.

## Urodzili się
- 14 października – Godfryd II Martel, hrabia Andegawenii (zm. 1060)
- data dzienna nieznana: 
  - Abdullah Ansari, perski pisarz i poeta mistyczny (zm. 1089)
  - Ísleifur Gissurarson, islandzki duchowny katolicki, pierwszy biskup Islandii po przyjęciu przez ten kraj chrześcijaństwa w 1000 r., założyciel diecezji w Skálholcie (zm. 1080)
  - Konstantyn X Dukas, cesarz bizantyjski od 1059

## Zmarli
- 2 listopada (?) – Emma, czeska księżna, żona Bolesława Pobożnego (ur. ?)
- data dzienna nieznana: 
  - Cenwulf, średniowieczny zakonnik a następnie biskup Winchesteru (ur. ?)
  - Matylda z Normandii, córka Ryszarda I Nieustraszonego i jego drugiej żony, Gunnor (ur. ?)

## Zdarzenia astronomiczne
- 30 kwietnia – w gwiazdozbiorze Wilka rozbłysła najjaśniejsza w historii supernowa SN 1006.